# Onīsiforos Rousias
Onīsiforos Rousias (in greco Ονησίφορος Ρουσιάς?; Paralimni, 15 luglio 1992) è un calciatore cipriota, attaccante dell'Agia Napa.

## Carriera

### Club
Ha militato nella prima divisione cipriota con Enosis Paralimni, Omonia Nicosia, AEK Larnaca ed Anorthōsis.

### Nazionale
Ha giocato nelle nazionali giovanili cipriote Under-19 ed Under-21.
Ha esordito con la nazionale maggiore cipriota nell'amichevole Giappone-Cipro (1-0) disputata il 27 maggio 2014 rilevando al 54º minuto Charalampos Kyriakou.

## Palmarès

### Club

#### Competizioni nazionali
- Coppa di Cipro: 1

AEK Larnaca: 2017-2018
- Supercoppa di Cipro: 1

AEK Larnaca: 2018